# بطاقة السجائر
بطاقات السجائر هي بطاقات تجارية تصدرها شركات تصنيع التبغ لتعزيز تغليف السجائر والإعلان عن العلامات التجارية للسجائر. بين عام 1875 وأربعينيات القرن العشرين، غالبًا ما قامت شركات السجائر بتضمين بطاقات تحصيل مع عبوات السجائر الخاصة بها. توثق مجموعات بطاقات السجائر الثقافة الشعبية منذ مطلع القرن، وغالبًا ما تصور الممثلات، الأزياء والرياضات في تلك الفترة، بالإضافة إلى تقديم نظرة ثاقبة للفكاهة السائدة والمعايير الثقافية.